# Боско Сан Рафаеле III (Авелино)
Боско Сан Рафаеле III је насеље у Италији у округу Авелино, региону Кампанија.
Према процени из 2011. у насељу је живело 33 становника. Насеље се налази на надморској висини од 368 м.